# 德占波兰境内的犹太人隔都

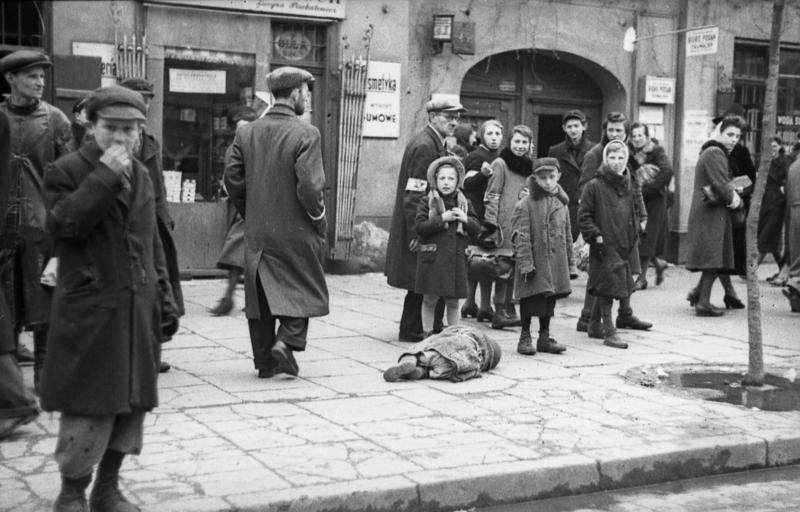
1941年5月，一名儿童躺在华沙隔都的街道上。图片由国防军宣传部队拍摄，现在德国联邦档案馆

德占波兰境内的犹太人隔都是指第二次世界大战期间在德国在波兰境内数百个地点建立的隔都。
大多数隔都是由纳粹德国于1939年10月至1942年7月间建立的，目的是限制和隔离波兰约350万的犹太人口，并对他们实施迫害、恐怖和剥削。在较小的城镇，隔都经常作为犹太奴工和大规模驱逐行动的中转地；而在大城市中心，这些隔都像是被围墙隔开的监狱岛，被一些历史学家认为只不过是“缓慢、被动的谋杀”的工具，其中的街道上散落着遇害的尸体。
在大多数情况下，较大的隔都与传统的犹太社区并不对应，非犹太波兰人和其他族裔群体的成员被勒令在其他地方居住。人数不到500人的较小犹太人社区在德军入侵后不久就被驱逐出境。

## 大屠杀
在整个德占波兰，犹太人隔都的清场与秘密灭绝营的建设密切相关。灭绝营又称死亡营，是纳粹德国实现工业规模种族灭绝的设施，建于1942年初，以屠杀为唯一目的。
纳粹的灭绝计划依赖铁路运输，这使得党卫队能够在各地运作，同时向受害者公然谎称有“重新安置”计划。所有被占领城市的隔都中的犹太人（已被清场）被赶上大屠杀列车运走。罗兹隔都是波兰的最后一个犹太人隔都，于1944年8月被清空。
一些较大的隔都中发生了武装抵抗的尝试，比如华沙隔都起义，比亚韦斯托克隔都起义，本津和瓦赫瓦隔都起义。但在所有起义中犹太人都没能抵抗德国军队的压倒性优势；抵抗的犹太人要么被就地处决，要么与其他囚犯一起被驱逐到灭绝营。当纳粹占领的东欧被红军解放时，波兰没有一个犹太人隔都保存下来。只有大约5万-12万名波兰犹太人在波兰人邻居的帮助中在家乡土地上幸存下来，只占战前波兰350万犹太人人口的一小部分。

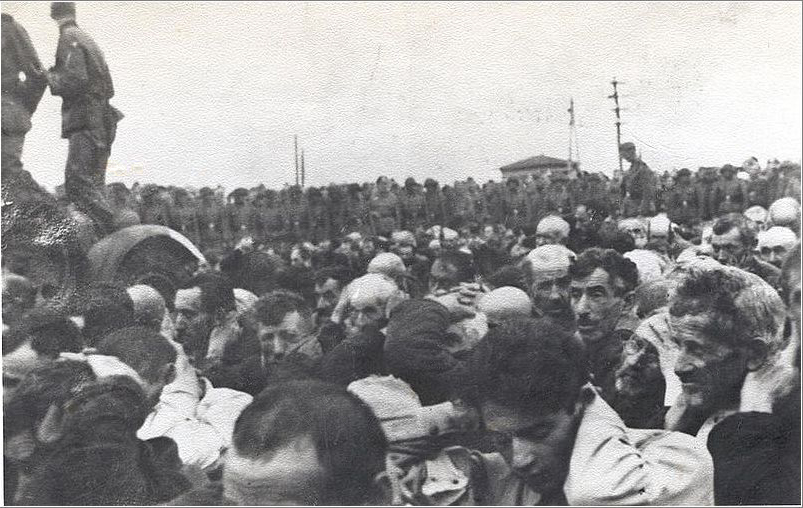
1943年8月15-20日，比亚韦斯托克隔都部分清场。犹太人举起手来，被军队包围

总的来说，根据美国大屠杀纪念博物馆的档案，“德国人仅在德国占领和吞并的波兰和苏联地区就建立了至少1000个隔都。”在战前和战后波兰境内的犹太人隔都列表的编制依据在于，隔都居民在入侵之前是波兰国籍，或与波兰有着强烈的历史联系。此外，由于隔都的存在短暂，并非所有的隔都都列在这里。永久性的隔都只在有铁路连接的定居点建立，因为粮食援助（由犹太人自己支付）完全依赖于德国人，连马铃薯皮都成为热门商品。1940年至1941年间，大多数隔都被从外部封锁，用铁丝网包围或封闭；任何在铁丝网外出现的犹太人都可以被当场射杀。华沙隔都是纳粹欧洲占领区最大的隔都，有超过40万犹太人挤进3.4平方公里的区域，平均每间房住有7.2人。第二大的是罗兹隔都，约有16万人被关押。纳粹分子在文件和标牌中通常将他们设立的隔都称为 Jüdischer Wohnbezirk 或 Wohngebiet der Juden，意为“犹太区”。到1941年底，尽管德国人知道隔都系统不可持续，但大多数波兰犹太人已经被赶入隔都。大多数囚犯没有机会赚取自己的收入，而且没有任何积蓄可以付给党卫军换取进一步的给养。1942年1月20日，柏林附近举办的万湖会议上解决了这个困局，制定了“最终解决方案”（die Endlösung der Judenfrage）。

## 后果

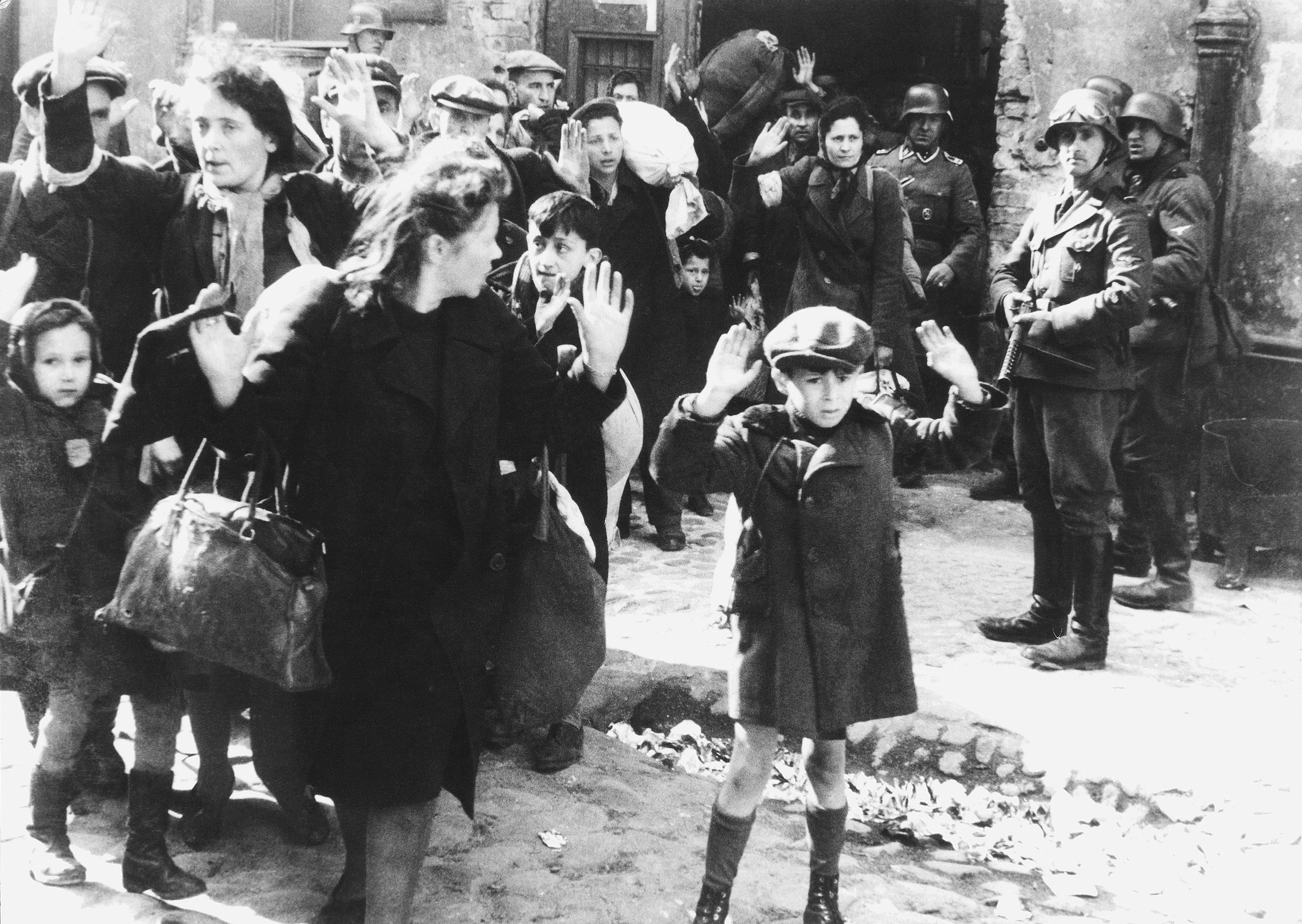
在华沙隔都起义期间，犹太妇女和儿童被驱逐到一个死亡营

大多数隔都居民在莱因哈德行动中丧生。他们在德苏入侵波兰之前拥有波兰公民身份。在战后，这反过来使得在波兰犹太人中央委员会登记的超过15万名大屠杀幸存者能够利用波兰政府和苏联之间的遣返协议，并合法移民西方，以帮助建立新生的以色列国。在第二次世界大战结束时，波兰是唯一允许没有签证或处境许可的犹太人自由前往巴勒斯坦（阿里亚运动）的东方集团国家。相比之下，根据雅尔塔会议的协议，斯大林强行将苏联犹太人与所有苏联公民一起带回苏联。
一些犹太人在隔都毁灭后仍留在隔都，其中以华沙隔都的情况较为突出。许多犹太人要么由于贫穷，要么仍然被德国人包围，以致无法离开隔都。这导致许多隔都居民因缺衣少食而死，或因不洁带来的疾病而丧生。隔都的另一个问题是居住在那里的流离失所者后来成为了难民。在以色列等地仍然可以感受到犹太人隔都难民移民的持久影响。